# Wetten, dass..?

Wetten, dass..?-Logo von 2007 bis 2011

Wetten, dass..? (auch WETTEN DASS..?) ist eine deutschsprachige Fernsehshow. In der Sendung treten Kandidaten mit skurrilen Wetten an, prominente Gäste tippen auf deren Ausgang. Erfinder der Sendung war Showmaster Frank Elstner, der sie später an Thomas Gottschalk abgab, dessen Aushängeschild sie wurde. Sie gilt als „größte Fernsehshow Europas“.
Wetten, dass..? lief nach der Erstausstrahlung im Jahr 1981 knapp 34 Jahre und wurde zunächst 2014 eingestellt. Im November 2021 kehrte die Show mit dem langjährigen Moderator Thomas Gottschalk zurück, der sie jährlich einmal moderieren sollte. Mit der Ausgabe im November 2023 verabschiedete sich dieser erneut von der Sendung, über deren Zukunft noch entschieden werden soll. Für 2025 sind vorerst keine Ausstrahlungen geplant.

## Konzept
Das Konzept der Sendung umfasst prominente Gäste und mehrere Kandidaten, die als Wettteilnehmer agierten. Ein Kandidat wettet, dass er eine besondere (etwa ein besonderes Gedächtnis) oder skurrile Fähigkeit demonstrieren konnte,  während ein Gast – der ihm als Wettpate zugewiesen wird – den Wettausgang tippte, also ob das Vorhaben des Kandidaten gelingt oder nicht. Für den Fall, dass der Wettpate daneben liegt, bietet er vorab einen Einsatz an, oder dieser wird vom Moderator auferlegt. Charakteristisch ist der Ausruf „Top, die Wette gilt!“ des Moderators nach Verlesen der Wette und als Startsignal für die Ausführung dieser.
In den ersten Jahren durften alle Gäste zu jeder Wette ihre Stimme abgeben und Punkte sammeln, als zusammenhängendes Spiel über die ganze Sendung. Zum Abschluss wurde ein „Wettkönig“ gekrönt. Wettkönig wurde der Kandidat, dessen Pate am häufigsten richtig lag. Seit 1987 bestimmen die Zuschauer via Tele-Dialog den Wettkönig, indem sie abstimmen, welche Wette ihnen am besten gefiel. Hierdurch wurde der Schwerpunkt auf spektakuläre Wetten verschoben. Die Gäste beschränken sich seither auf die Wette, für die sie Pate stehen.
Der Charakter der Einsätze, die die Wettpaten bei falschem Tipp abzuleisten haben, ist unterschiedlich geprägt. Oftmals steht ein Strafaspekt im Vordergrund. Hingegen boten einige Wettpaten immer wieder auch soziales Engagement als Wetteinsatz an. Wiederholt wurde beispielsweise stundenlanges Spendensammeln auf öffentlichen Plätzen betrieben. In späteren Ausgaben beließ man es meist bei Einlagen noch während der Sendung in der Halle, um die Zeit der teils internationalen Gäste nicht übermäßig zu beanspruchen. In seltenen Fällen wurde sogar von einem Einsatz abgesehen.
Der Erfinder der Sendung, Frank Elstner, gab an, er habe das Konzept in einer schlaflosen Nacht in zwei Stunden entwickelt. Es umfasste neben den Wetten auch Musikeinlagen und lockere Gespräche mit den Gästen.

## Geschichte

### 1981–1987: Frank Elstner

In den ersten Sendungen von Wetten, dass..? konnten 1000 ausgewählte Fernsehzuschauer telefonisch einen Tipp auf den Ausgang der Wetten abgeben. „TED“ (Tele-Dialog) präsentierte innerhalb weniger Minuten live das Tippergebnis (hier am 4. September 1982).

Am 14. Februar 1981 strahlte das ZDF die erste Ausgabe der als Eurovisionssendung produzierten Unterhaltungsshow in Zusammenarbeit mit dem ORF und dem deutschsprachigen SF aus. Einer der Höhepunkte der ersten Sendung war die Wette des Kandidaten Hans Oßner, der eine Wärmflasche aufblies und zum Platzen brachte. Bereits die erste Sendung überzog Elstner um 43 Minuten, was im Laufe der Zeit zu einem Charakteristikum der Sendung wurde. Die Sendung am 18. Februar 1984 konnte er jedoch zwölf Minuten vor Plan beenden.
In Elstners Zeit, die größtenteils vor dem Start des Privatfernsehens in Deutschland lag, fallen die Sendungen mit den höchsten Quoten. Sechs Jahre lang moderierte er 39 Ausgaben der Sendung, bis er am 4. April 1987 von Thomas Gottschalk abgelöst wurde.

### 1987–1992: Thomas Gottschalk
Thomas Gottschalk präsentierte von September 1987 bis Mai 1992 insgesamt 36 Sendungen. In der Anfangszeit gab es in der Publizistik Kritik an seinem im Vergleich zu Frank Elstner frecheren Moderationsstil und dem Inhalt der Sendung. Daraufhin wurde das Konzept von Wetten, dass..? mehr an Gottschalk angepasst und näherte sich dem Konzept von Na sowas! an, der zuvor von ihm moderierten Sendung. Am 2. Mai 1992 trat Thomas Gottschalk in seiner zunächst letzten Wetten, dass..?-Sendung als Moderator auf. Anschließend wechselte Gottschalk für seine damals neue Show Gottschalk Late Night zum Privatsender RTL.

### 1992–1993: Wolfgang Lippert
Mit Wolfgang Lippert trat ein ostdeutscher Entertainer und Fernsehmoderator in die Fußstapfen von Thomas Gottschalk. Seine erste Sendung hatte er am 26. September 1992 in Bremerhaven. Insgesamt moderierte Lippert neun Ausgaben von Wetten, dass..? Unter seiner Moderation schalteten 12 bis 16 Millionen Zuschauer ein.
Als Thomas Gottschalk sein Interesse bekundete, wieder zu Wetten, dass..? zurückzukehren, setzte man seitens des ZDF wieder auf Gottschalk. Seine letzte Sendung hatte Wolfgang Lippert mit insgesamt 16 Millionen Zuschauern am 27. November 1993 in Rostock.

### 1994–2011: Thomas Gottschalk
Ab dem 15. Januar 1994 übernahm Thomas Gottschalk erneut die Moderation der Sendung.
Am 30. März 1996 wurde die 100. Ausgabe der Sendung ausgestrahlt, zu der Elstner und Lippert als Wettpaten eingeladen waren. Die Boygroup Take That hatte darin ihren letzten Deutschlandauftritt vor der damaligen Trennung. Gottschalk schaffte mit der Sendung am 7. Dezember 1996 in Hannover den Rekord, um 73 Minuten zu überziehen. Ab Oktober 1998 präsentierte der Komiker Olli Dittrich die Außenwette.
Im März 2001 wurde das 20-jährige Wetten, dass..?-Jubiläum mit einer fast fünfstündigen Sendung aus dem österreichischen Dornbirn gefeiert, an der neben Gottschalk auch Elstner als Co-Moderator und Lippert als Moderator der Außenwette beteiligt waren. Mit Beginn der neuen Staffel wurden die Außenwetten zwei Jahre lang von Anastasia Zampounidis präsentiert. Ab 2003 gab es dafür keine Moderatoren mehr, und die Kandidaten stellten sich selbst vor. Am 27. März 2004 moderierte Gottschalk seine 100. Sendung.
In der Schlussmoderation der Sendung zum 25-jährigen Jubiläum am 1. April 2006 in Halle an der Saale gab er, noch am selben Abend jedoch als Aprilscherz aufgelöst, seinen Rücktritt bekannt. Am 5. April 2006 strahlte das ZDF einen einstündigen Rückblick auf 25 Jahre Wetten, dass..? aus. Ab Oktober 2009 moderierte Gottschalk die Sendung gemeinsam mit seiner schweizerisch-italienischen Moderationskollegin Michelle Hunziker, die ihm co-moderierend zur Seite stand und für die Präsentation der Wetten verantwortlich war.
In der Sendung vom 4. Dezember 2010 versuchte der 23-jährige Schauspielstudent Samuel Koch, auf Sprungstelzen mit einem Salto über ein von seinem Vater gefahrenes Auto zu springen. Er stürzte und verletzte sich schwer, woraufhin die Sendung zum ersten Mal in ihrer damals 29-jährigen Geschichte abgebrochen wurde. Koch ist seit dem Vorfall gelähmt. Ein wissenschaftliches Gutachten sprach das ZDF von einer Mitschuld am Unfall frei. Auch eine ZDF-interne Untersuchung sah kein schuldhaftes Verhalten des Senders.
In der folgenden Sendung im Februar 2011 kündigte Gottschalk zum Sommer hin seinen Rücktritt als Wetten, dass..?-Moderator an, da seit dem Unfall des Kandidaten für ihn „ein Schatten auf der Sendung“ liege; er könne nicht „zu der guten Laune [zurückfinden], die Sie zu Recht von mir erwarten“. In der Sommerausgabe auf Mallorca übernahm nochmals Elstner zum Ende der Sendung anstelle von Gottschalk die Moderation einer Wette; Gottschalk fungierte als Wettpate.
Insgesamt 22 Jahre moderierte Gottschalk das Format, bevor er nach drei Ausgaben – in denen besonders auf 30 Jahre Wetten, dass..? zurückgeschaut wurde – am 3. Dezember 2011 in Friedrichshafen abtrat. Bei zwei der Sendungen war Olli Dittrich nochmals in seiner Rolle als Außenreporter zu sehen. Mit ihm beendete auch Hunziker ihre Arbeit. Ende April 2012 gab das Schweizer Radio und Fernsehen bekannt, sich nicht mehr an der Produktion der Sendung zu beteiligen und diese aus seinem Programm zu nehmen.

### 2012–2014: Markus Lanz

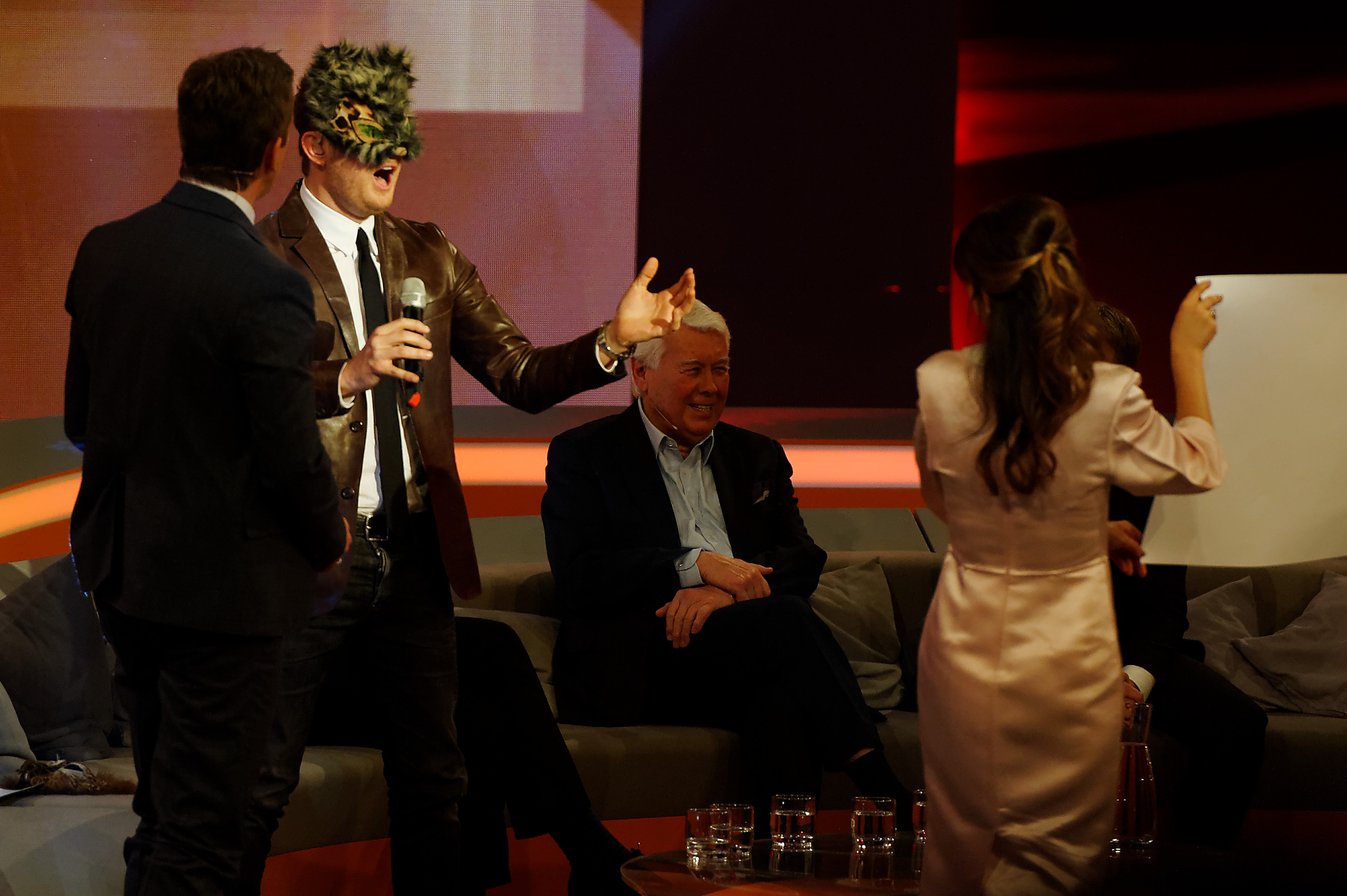
Wetteinlösung durch Michael Bublé am 23. März 2013

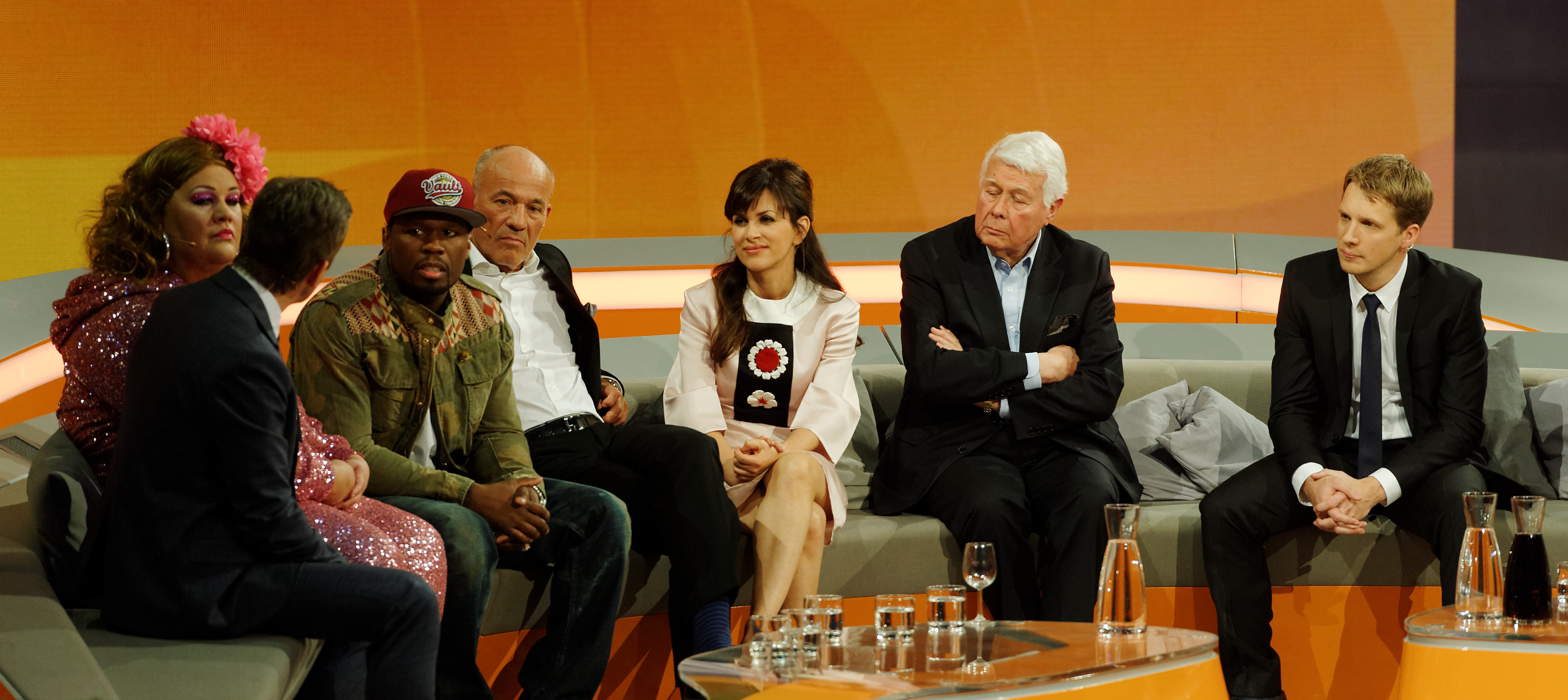
Wetten, dass..? am 23. März 2013

Die Suche nach einem Nachfolger für Thomas Gottschalk dauerte fast ein Jahr lang. Nachdem mit Hape Kerkeling und Jörg Pilawa die Wunschkandidaten abgesagt hatten, wurde am 11. März 2012 schließlich Markus Lanz als neuer Moderator bekanntgegeben.
Am 6. Oktober 2012 moderierte Lanz erstmals die Sendung. Cindy aus Marzahn trat ab Oktober 2012 als Assistentin auf, im Januar 2013 wurde ein fester Vertrag bestätigt. Nach der Mallorca-Ausgabe stieg sie im Juni jedoch wieder aus der Sendung aus. Sie begründete den Ausstieg mit anderen terminlichen Show-Verpflichtungen. Am 22. September 2013 gab das ZDF bekannt, dass Markus Lanz künftig ohne Assistentin durch die Show führen werde.
Markus Lanz moderierte von Oktober 2012 bis Dezember 2014 insgesamt 16 Ausgaben der Sendung.
Am Ende der 212. Ausgabe von Wetten, dass..? am 5. April 2014 verkündete Markus Lanz, dass das ZDF-Format nach drei weiteren Ausgaben zum Jahresende 2014 eingestellt werde.
Der Erfinder und erste Moderator von Wetten, dass..?, Frank Elstner, äußerte sich zum Ende der Sendung wie folgt: „Ich sehe die Entscheidung mit einem lachenden und einem weinenden Auge. Es ist wahrlich immer traurig, wenn etwas endet. Lachend sehen Sie mich, weil ich an eine Wiederbelebung von Wetten, dass ..? glaube.“
Die für sieben Jahre letzte Sendung von Wetten, dass..? fand am 13. Dezember 2014 in Nürnberg statt. Trotz des Rückzugs im Jahr 2012 war an dieser Ausgabe auch das Schweizer Fernsehen beteiligt. Gäste waren Jan Josef Liefers, Til Schweiger, Otto Waalkes, Ben Stiller, Die Fantastischen Vier, welche die Sendung mit ihrem Song Und los eröffneten, Michael Herbig, Hermann Maier, Helene Fischer, Wotan Wilke Möhring, Katarina Witt, Elton, Olli Dittrich und der ehemalige Wettkandidat Samuel Koch. Der Moderator Markus Lanz überzog die Sendung, die fünf Wetten beinhaltete, um ca. 65 Minuten. Wetten, dass..? endete um ca. 23:50 Uhr mit dem Lied Zeit zu gehen von Unheilig. Zuvor hatte sich Lanz mit den Worten „Das Leben geht weiter – wetten, dass? Bis bald!“ verabschiedet.

### 2021–2023: Thomas Gottschalk
Im März 2019 wurde bestätigt, dass Thomas Gottschalk 2020 anlässlich seines 70. Geburtstages noch einmal eine Wetten, dass..?-Sendung moderieren werde. Später war von einer Veranstaltung am 7. November 2020 in Offenburg die Rede. Zu Beginn der COVID-19-Pandemie wurde der Termin in den Herbst 2021 verschoben, man nahm sich das 40-jährige Jubiläum zum Anlass.
Die Sendung wurde am 6. November 2021 aus Nürnberg ausgestrahlt. Im Vorfeld sagte Gottschalk, dass es nie seine Absicht gewesen sei, Wetten, dass..? für immer zu beenden. Vor seinem Abschied habe er vorgeschlagen, jährlich zu moderieren, doch der Sender habe sich anders entschieden: „Einmal pro Jahr im Winter eine Ausgabe aus der O2-Arena oder im Sommer von Mallorca? Das hätte ich gemacht, bis ich umfalle. Wollte aber keiner. Das hat das ZDF versiebt.“
Die Ausgabe vom 6. November 2021 erreichte 14,46 Millionen Zuschauer in Deutschland (ZDF), 0,897 Millionen Zuschauer in Österreich (ORF 1) und etwa 0,569 Millionen Zuschauer in der Schweiz (SRF 1), die sich seitdem wieder an der Sendung beteiligte.
In der Folge kündigte das ZDF jährliche Ausgaben bis zum Herbst 2023 an. 2022 wurde die Show am 19. November aus der Messe Friedrichshafen gesendet, wo bereits Gottschalks Abschiedssendung 2011 stattgefunden hatte. Für den 25. November 2023 wurde eine Ausstrahlung aus der Messe Offenburg-Ortenau angekündigt. Am 7. August 2023 gab das ZDF bekannt, dass sich Thomas Gottschalk mit dieser Ausgabe als Moderator von Wetten, dass..? verabschieden werde. Diese Ausgabe fand ohne Michelle Hunziker als Co-Moderatorin statt. Gottschalk führte durch insgesamt 154 Ausgaben der Show.
Über die Zukunft des gesamten Formats wolle das ZDF „zu gegebener Zeit nach Gottschalks letzter Ausgabe“ entscheiden. Anfang 2025 zeigte man sich seitens des Senders offen für eine Fortsetzung, bei der aber Moderation und Format gut zusammenpassen müssten. Man habe „da durchaus ein paar Ideen“, sagte Programmdirektorin Nadine Bilke.
Im Vorfeld von Gottschalks letzter Ausgabe wurden drei Dokumentationen zur Sendung in der ZDF-Mediathek veröffentlicht: „Mythos ‚Wetten, dass..?‘“ über die Geschichte der Show, „Mister ‚Wetten, dass..?‘“ über den Moderator Thomas Gottschalk und „‚Wetten, dass..?‘ – Top, die Promis kommen“ über die spektakulärsten Stargäste in der Geschichte der Show.

## Elemente der Sendung

### Besondere Wetten

#### Saal- und Stadtwette
Beim ursprünglichen Konzept der Saalwette wurden zu Beginn der Abendsendung Wettvorschläge von den Zuschauern entgegengenommen. Der Moderator las diese vor und ließ den Applaus darüber entscheiden, welche Wette gespielt werden sollte. In der Regel richteten sich diese Wetten gegen den Moderator, nach dem Motto „Wetten, dass Sie es nicht schaffen, dass ...“. Dabei war er selbst der Pate der Wette, die bis zum Ende des Abends eingelöst werden musste.
In Thomas Gottschalks erster Wetten, dass..?-Sendung 1987 gab es keine Saalwette. Schon in der nächsten Sendung wurde sie jedoch – wie Gottschalk angab, aufgrund von Zuschauerprotesten – wieder eingeführt.
Wolfgang Lipperts Wetteinsatz bei der Saalwette war stets der Sprung in eine planschbeckengroße, immer anders gefüllte Wanne. So konnte es beispielsweise sein, dass Lippert am Ende einer Sendung in Schlamm baden musste. Als Thomas Gottschalk zu Wetten, dass..? zurückkehrte, sprang er am Ende der ersten Ausgabe ebenfalls in eine Wanne und teilte dazu mit, er habe diese Gepflogenheit als „Altlast“ übernommen. Es blieb jedoch bei diesem einzigen Sprung, anschließend wurde diese Form des Wetteinsatzes durch den Moderator nicht fortgeführt.
Im Oktober 2001 wurde die Saalwette durch die Stadtwette ersetzt, bei der Gottschalk gegen die Bürger der Gastgeberstadt wettete. Inhaltlich waren die Stadtwetten den Saalwetten sehr ähnlich. Als Stadtpaten vertraten Prominente, die in der jeweiligen Stadt geboren sind oder eine gute Verbindung zu dieser Stadt haben, die Bürger.
Im Oktober 2008 wurde die Saalwette mit leicht verändertem Konzept wieder eingeführt. Das Publikum hatte keine Auswahl mehr zwischen verschiedenen Wetten, stattdessen wurde die Wette vorgegeben und lief gegen die jeweilige Stadt. Sie musste wie früher am Ende der Sendung in der Halle gelöst werden. Die Gründe für die Abschaffung der Stadtwette waren vielfältig: Das ZDF erklärte, man habe das Gefühl, dass „der Zuschauer nicht so viel davon habe“. Gottschalk begründete den Schritt damit, dass sie auch am „Ende unserer Kreativität [an]gekommen sind“. Zudem drohten die Wettkandidaten im Trubel auf den Marktplätzen unterzugehen, da viele dort einfach nur feiern wollten. Über die Jahre sinkende Quoten und der organisatorische Aufwand gaben dann schließlich den Ausschlag dafür, die Stadtwette wieder einzustellen.
Mit der Verpflichtung von Michelle Hunziker als Co-Moderatorin wurde die Saalwette erneut verändert. Hunziker wettete nun gegen Gottschalk, dass er niemanden finde, der eine bestimmte Aktion besser ausführen kann als ihr eigener Kandidat. Am Ende der Show mussten entweder Gottschalk oder Hunziker einen Wetteinsatz einlösen. Gottschalks Kandidaten wurden nun bereits eine Woche vor der Sendung gesucht. Ein prominenter Bürger der Stadt wurde nicht mehr eingesetzt.
In der 193. Ausgabe am 12. Februar 2011 aus Halle (Saale) gab es einmalig eine Stadtwette. Ab Oktober 2012 wurden wieder regelmäßig Stadtwetten gespielt, seit der Rückkehr der Sendung 2021 jedoch nicht mehr.

#### Baggerwette

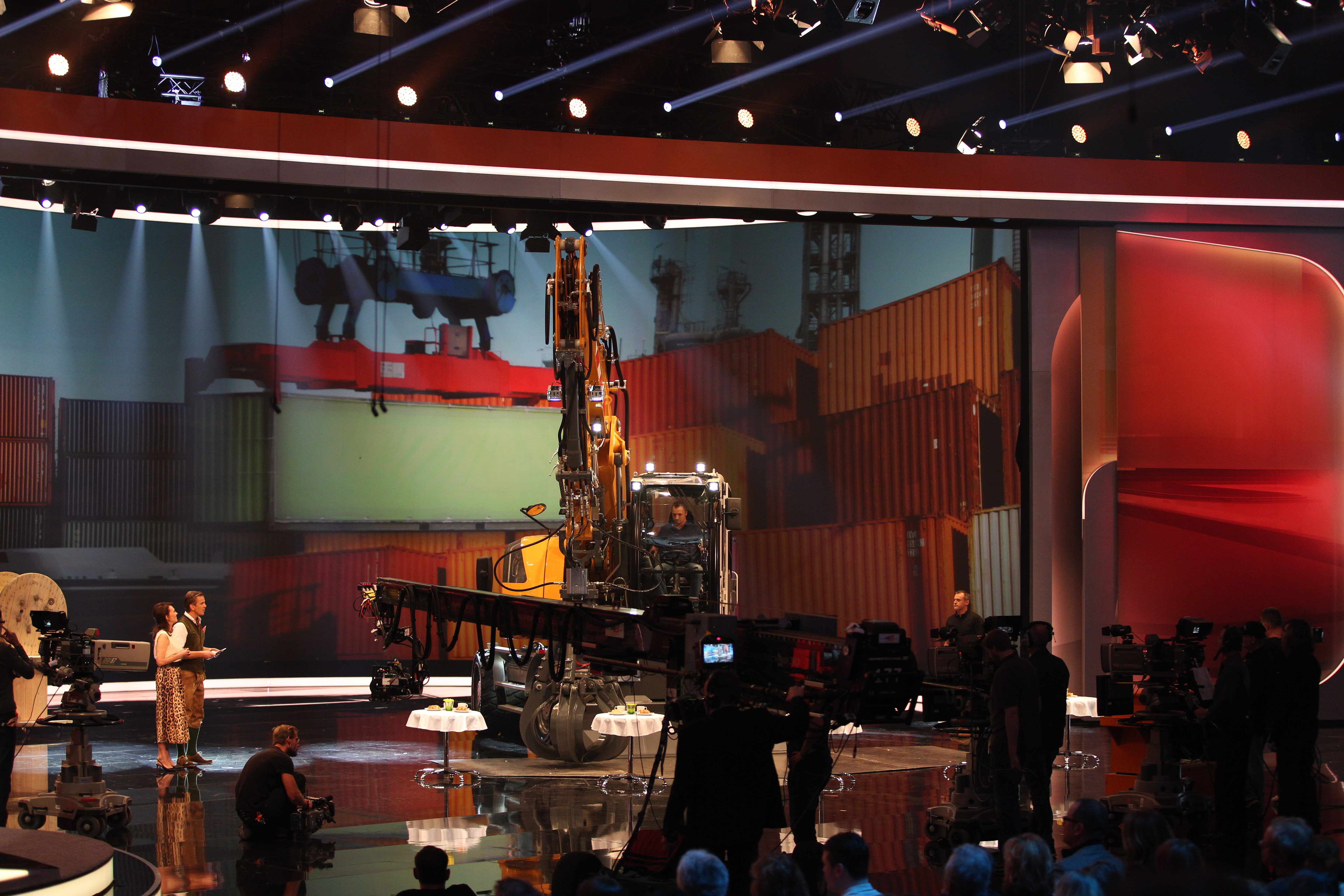
Baggerwette in der Halle aus Sicht des Saalpublikums (2014 in Graz)

Eine häufige Form der Wette war die sogenannte Baggerwette, bei der bestimmte Handlungen mit einem Bagger ausgeführt wurden. Insgesamt gab es 17 Baggerwetten. Die erste fand 1983 statt: Dabei wettete der Kandidat, mit einem Fiat-Allis FE 28 ein Feuerzeug anzünden zu können. Mehrmals kam ein Schreitbagger zum Einsatz.

#### Lanz-Challenge
Eine andere Version der Saalwette war die so genannte „Lanz-Challenge“, die mit der ersten Sendung von Markus Lanz eingeführt wurde. Ein Kandidat aus dem Publikum trat in einem körperlich fordernden Wettkampf gegen Markus Lanz an. Gewann der Kandidat, bekam dieser eine Reise geschenkt.
In der Showsaison 2013/14 wurde die Lanz-Challenge wieder abgeschafft.

#### Kinderwette
Im Oktober 2001 wurde pro Sendung eine spezielle Kinderwette eingeführt. Diese ging aus der Sendung Kinder Wetten, dass..? hervor. Die Kinderwette geht nicht in die Abstimmung zum Wettkönig ein, da zuvor in den meisten Fällen diejenigen Wetten gewonnen hatten, an denen Kinder beteiligt waren. Stattdessen erhalten die Kandidaten der Kinderwette einen besonderen Preis. Die Kinderwette ist bis heute fester Bestandteil der Sendung.

### Wettpaten

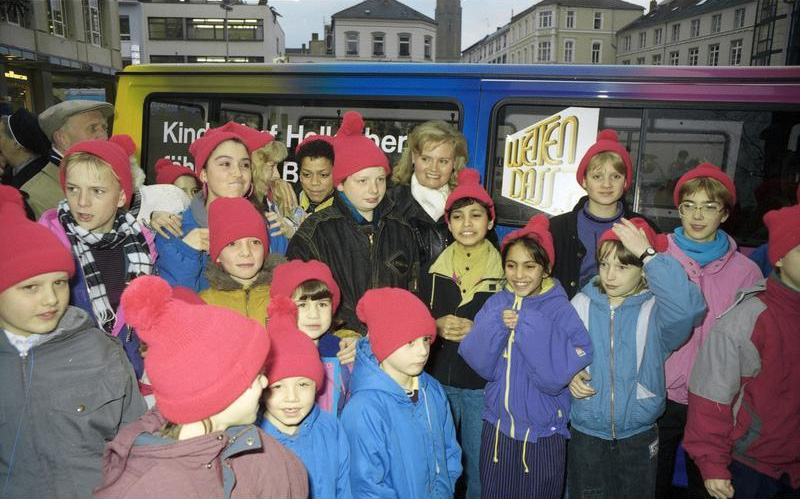
Hannelore Kohl fuhr 1989 aufgrund einer Wetteinlösung Kinder aus dem Kinderdorf Hollenberg nach Bonn zum Weihnachtsmarkt.

Als Wettpaten wurden nationale und internationale Prominente eingeladen, überwiegend mit Bezug zum aktuellen Mediengeschehen. Am häufigsten waren zu Gast:
- 11 Auftritte: Iris Berben
- 10 Auftritte: Til Schweiger, Otto Waalkes
- 09 Auftritte: Veronica Ferres, Michael Herbig
- 08 Auftritte: Boris Becker
- 07 Auftritte: Christiane Hörbiger, Udo Jürgens, Karl Lagerfeld, Katarina Witt
- 06 Auftritte: Franz Beckenbauer, Alfred Biolek, Dieter Bohlen, Karl Dall, Heino Ferch, Götz George, Günther Jauch, Harald Juhnke, Heidi Klum, Mike Krüger, Stefan Raab
- 05 Auftritte: Senta Berger, Olli Dittrich, Anke Engelke, Hugh Grant, Michelle Hunziker, Hape Kerkeling, Wladimir Klitschko, Heiner Lauterbach, Jürgen von der Lippe, Michael Mittermeier, Claudia Schiffer, Michael Schumacher, Wolfgang Stumph

(ohne die Kinderausgaben von Wetten, dass..?)
Nach den Erfolgen seiner ersten Sendungen wollte Elstner zu einer thematisch passenden Wette den damaligen Papst Johannes Paul II. als Wettpaten einladen. Dieser war nicht zu einem Besuch bereit, wollte sich aber per Live-Übertragung zuschalten lassen. Elstner lehnte jedoch mit der Befürchtung ab, andere Gäste würden diesem Beispiel folgen.
Am 30. September 1989 sollte Außenminister Hans-Dietrich Genscher laut Thomas Gottschalk an der Sendung teilnehmen. Er hatte jedoch kurzfristig abgesagt, da er mit der DDR über die Flüchtlinge in der Prager Botschaft verhandeln musste. Am Abend desselben Tages hielt Genscher seine berühmt gewordene Ansprache auf dem Balkon der Botschaft.

„Wir haben uns heute auf einen Gast ganz besonders gefreut, der fest zugesagt hatte und heute Nachmittag abgesagt hat. Es geht um unseren Außenminister Hans-Dietrich Genscher. Es hatte einen Grund, weswegen er abgesagt hat: Er musste sich in die Verhandlungen einmischen. Wir wissen, es waren inzwischen 4.000 Leute in der Botschaft in Prag, 800 Kinder, und aufgrund dieser Verhandlung ist es geglückt, dass all diese Menschen heute Nacht aus der Botschaft raus dürfen. Dankeschön, Herr Genscher, wir sehen ein, das war wichtiger.“

Einige Stars fielen durch ihre Allüren auf.
Am 31. Oktober 1987 traten die Schauspielerin Brigitte Nielsen und die Sängerin Cher in einem fast gleichen Outfit auf, das einen Blick auf sehr viel nackte Haut gewährte. Bei einem weiteren Besuch durfte Cher nicht auf die Bühne, bevor das Kostüm mit zwei kleinen Tüchern in der Hüftregion „entschärft“ war.
Mickey Rourke trat im März 1990 als Wettpate auf und war der einzige Gast, der auf dem Sofa ungeniert rauchte; laut Frank Elstner, der an dem Abend ebenfalls als Wettpate zu Gast war, soll Rourke auch „Schweißfüße“ gehabt haben. Außerdem fand im Anschluss an die Sendung eine öffentliche Diskussion darüber statt, dass der Dolmetscher die derbe Sprache des Gastes deutlich abgeschwächt hatte.
Im Oktober 1998 gab ein genervter Götz George deutlich zu verstehen, dass der Film Solo für Klarinette – für den er hätte werben sollen – nicht so recht in so eine Unterhaltungssendung passe, und er lieber darüber reden wolle, als ein anderes Gespräch zu führen. Die Sache spielte sich hoch, bis George vom Publikum lautstark ausgebuht wurde. Als er am 8. November 2003 erneut zu Gast war und sich mit Gottschalk wieder in die Haare geriet, wurde der Streit nach wenigen Minuten allerdings als inszeniert zu erkennen gegeben.
Britney Spears hätte im März 2002 eigentlich für ihre verlorene Wette etwas zeichnen sollen, verweigerte aber den Wetteinsatz. Auch Paris Hilton machte im Mai 2005 mit Starallüren auf sich aufmerksam: Sie erschien kommentarlos sieben Minuten vor dem Ende der Sendung und brachte damit den Ablauf durcheinander.

### Künstler
Pro Sendung treten mehrere national und auch international sehr bekannte Interpreten auf. Die Liste der häufigsten Auftritte führen folgende Künstler an:
- 19 Auftritte: Peter Maffay
- 15 Auftritte: Herbert Grönemeyer, Udo Jürgens
- 10 Auftritte: Robbie Williams (plus drei weitere Auftritte als Mitglied der Band Take That)
- 09 Auftritte: Joe Cocker
- 08 Auftritte: Phil Collins (plus ein weiterer Auftritt als Mitglied der Band Genesis), Eros Ramazzotti, Rod Stewart, Marius Müller-Westernhagen
- 07 Auftritte: Chris de Burgh, Cher, Elton John, Cliff Richard, Take That
- 06 Auftritte: Mariah Carey, Howard Carpendale, Céline Dion, Tina Turner, Matthias Schweighöfer
- 05 Auftritte: Anastacia, Backstreet Boys, Bee Gees, Bryan Adams, Michael Bublé, Die Fantastischen Vier, Helene Fischer, Tom Jones, Roland Kaiser, Jan Josef Liefers, Udo Lindenberg, Madonna, Michael Mittermeier, Modern Talking, Lionel Richie, Jennifer Rush, Scorpions, Shakira, Simply Red

(ohne die Kinderausgaben von Wetten, dass..?)
Bei den in der Sendung vorkommenden Musikauftritten kam es einige Male zu Skandalen.
Am 26. Januar 2002 stellte Sarah Connor als erster Showact ihr neues Lied From Sarah with Love vor. Sie wählte für diesen Auftritt ein Kleid der Bremer Modedesignerin Sigrid Schumacher, welches im Scheinwerferlicht transparent erschien. Bis heute ist unklar, ob Sarah Connor eine hautfarbene Unterhose trug oder nicht. Die Empörung über diese als von der Bild bezeichneten „nackten Tatsachen“ schlug einige Tage lang hohe Wellen in der Boulevardpresse. Dem ZDF wurde sogar unterstellt, absichtlich ein Laufband auf Höhe von Connors Oberschenkel eingeblendet zu haben, um tiefere Einblicke zu verhindern.
Das russische Duo t.A.T.u. sorgte für Tumulte, als es sich während des Auftrittes am 22. März 2003 zu seinem Hit All the Things She Said zu küssen begann. Gottschalk warnte das Publikum: „Wenn die zwei sich zu küssen beginnen, denken Sie sich nichts dabei. Es könnten ja Schwestern sein.“ Das ZDF zeigte in den Sekunden des Kusses eine Kamerafahrt in der Halle und blendete das Duo erst wieder ein, als es weitersang.

### Besondere Wetteinsätze
Die Hilfsaktion Menschen für Menschen, die sich in Äthiopien engagiert, ging aus einer Wette hervor. In der dritten Sendung am 16. Mai 1981 aus Wien wettete Karlheinz Böhm, dass nicht einmal jeder dritte Zuschauer eine Mark für die Sahelzone spenden würde. Böhm behielt recht, insgesamt kamen jedoch 1,2 Millionen Mark zusammen.
In ähnlicher Form wurde diese Aktion in der Sendung von 8. Juni 2013 aus Palma de Mallorca aufgegriffen. Markus Lanz wettete, dass die Zuschauer nicht bis zum Ende der Sendung 500.000 Euro für die Hochwasseropfer in Mitteleuropa spenden würden. Er verlor die Wette und es kamen insgesamt 552.882 Euro zusammen.
Auch im Unterhaltungsbereich führte ein angebotener Wetteinsatz zu einem neuen Format: 2003 versprach Stefan Raab, im Falle der verlorenen Wette mit einem Wok eine Bobbahn hinunterzufahren. Er gewann diese Wette zwar, löste sein Versprechen aber dennoch ein. So entstand aus dieser Idee die von 2003 bis 2015 und seit 2022 wieder jährlich stattfindende Wok-WM.
Für den Gast Dieter Thomas Heck war 1983 aufgrund der innerdeutschen Grenze keine Radtour von seinem Wohnort im Saarland zur Funkausstellung Berlin möglich. Transitreisen waren ausschließlich im Zug oder auf der Autobahn gestattet. Er behalf sich mit einem Heimtrainer im Reisebus.

## Veranstaltungsorte
Bis 2014 wurde die Sendung sechs- bis siebenmal jährlich aus unterschiedlichen Städten in Deutschland, Österreich und der Schweiz live übertragen. Nach dem Rückzug des SRF 2012 wurden keine Sendungen mehr aus der Schweiz gesendet. Seit 2021 wird die Sendung einmal jährlich aus einer jeweils anderen Stadt gesendet.
Bis 2013 wurden in den Sommerpausen spezielle Ausgaben aus dem Amphitheater Xanten (1991), der Stierkampfarena in Palma (1999, 2007, 2009–2011, 2013), dem Disneyland Paris (2002), der Berliner Waldbühne (2004) und dem Theater im türkischen Aspendos (2005) gesendet.
Folgende Orte waren Gastgeber von mindestens fünf Ausgaben:
- 12 Sendungen: Basel und Saarbrücken
- 10 Sendungen: Berlin und Offenburg
- 09 Sendungen: Düsseldorf
- 08 Sendungen: Hannover und Bremen
- 07 Sendungen: Erfurt und Duisburg
- 06 Sendungen: Böblingen, Hof, Leipzig und Palma
- 05 Sendungen: Augsburg, Bremerhaven, Freiburg im Breisgau, Friedrichshafen, Innsbruck, Linz und Nürnberg

(ohne die Kinderausgaben von Wetten, dass..?)

## Produktionsteam
An einer Wetten, dass..?-Sendung arbeiteten circa 300 Mitarbeiter mit. Die Sendung wurde bis 2011 eigenständig vom ZDF, teilweise zusammen mit ORF und Schweizer Fernsehen, produziert. Ab 2012 wirkte Markus Lanz’ Unternehmen MHoch2 TV redaktionell mit.

### Regie
- Alexander „Sascha“ Arnz (1981–2002)
- Frank Hof (2002–2011, seit 2021)
- Volker Weicker (2012–2014)

### Produzenten
Zu den Produzenten von Wetten, dass..? gehörten unter anderem Wolfgang Penk (Gesamtverantwortung), Markus Heidemanns (Creative Producer), Holm Dressler, Markus Templin, Birgit Göller, Oliver Heidemann (Executive Producer), Viktor Worms, Manfred Teubner, Oliver Fuchs (Gesamtleitung).

## Adaptionen

### Kinderausgaben
Von 1996 bis 2000 trug das ZDF am Zweiten Weihnachtsfeiertag (im Jahr 2000 am Ersten Weihnachtsfeiertag) nachmittags den Ableger von Wetten, dass..? für Kinder aus. Es handelte sich dabei um Aufzeichnungen, die in der Kulisse der jeweiligen Dezember-Sendung entstanden. Alle Wettkandidaten waren Kinder (abgesehen von der Saalwette, die 2000 entfiel), die Wettpaten entstammten vor allem der Kinderunterhaltung. Ab 2001 wurde die Wetten, dass..?-Sendung für Kinder nicht mehr produziert, da in der Samstagabend-Sendung eine außer Konkurrenz laufende Kinderwette stattfand.

### Internationale Ableger
- Volksrepublik China: Xiang tiaozhan ma? (想挑战吗?; 2004–2010; CCTV-3)[60]
- Vereinigtes Königreich: You bet! (1988–1997; ITV)
- Italien: Scommettiamo che…? (1991–2003; Rai 1)/Vuoi Scommettere? (ab 2018; Canale 5)[61]
- Niederlande: Wedden, dat..? (1984–1998; AVRO / 1999; RTL 4)
- Belgien: Wedden, dat..? (vtm)
- Polen: Załóż się (2005–2006; TVP2)
- Spanien: ¿Qué Apostamos? (1992–2004; TVE 1)
- Vereinigte Staaten: Wanna Bet? (2008, American Broadcasting Company)
- Russland: Bolschoi spor s Dmitrijem Nagijewym (Большой спор с Дмитрием Нагиевым; 2006–2007; Perwy kanal, Moderation: Dmitri Nagijew)
- Griechenland: Eisai Mesa (Είσαι Μέσα; 2008–2009; Alpha TV, Moderation: Viki Kagia)

## Rezeption
Wetten, dass..? galt als eine der letzten großen deutschen Samstagabendshows.

### Einschaltquoten

#### Deutschland
Die Sendung Wetten, dass..? wurde aufgrund ihrer hohen Einschaltquoten in der Vergangenheit immer wieder mit einem Lagerfeuer verglichen, vor dem sich abends die ganze Familie versammelt und am nächsten Tag das ganze Land über die Wetten und Gäste diskutiert. Nachdem die Sendung bereits in den Anfangsjahren sehr erfolgreich war, wurde in den Jahren 1985 bis 1987 dreimal in Folge ein Jahresmittel von mehr als 20 Millionen Zuschauern erreicht.
Die meistgesehene Ausgabe aller Zeiten lief am 9. Februar 1985 und hatte 23,42 Millionen Zuschauer. Trotz einer höheren Bevölkerungszahl wurde diese Zahl auch nach der Wiedervereinigung nicht mehr erreicht.
Nach Gottschalks Übernahme erreichte Wetten, dass..? weiterhin Zuschauerzahlen, die im Schnitt zwischen 16 und 18 Millionen lagen. Am 6. Januar 1990 verfolgten 20,95 Millionen Zuschauer die Sendung aus Wiesbaden. Mit der Übernahme durch Wolfgang Lippert sanken die Marktanteile weiter. Während Gottschalk gegen Ende noch 60 Prozent bis 70 Prozent vorweisen konnte, lagen die von Lippert moderierten Sendungen erstmals unter 50 Prozent. Der damalige Tiefpunkt war die Sendung vom 18. September 1993 mit 12,86 Millionen Zuschauern. Die Spitzenwerte lagen bei 15 Millionen Zuschauern.
Auch nach Gottschalks Rückkehr wurden nicht mehr die früheren Zuschauerzahlen erreicht, doch mehr als zehn Jahre lang lag die Sendung konstant im Intervall von 40 Prozent bis 55 Prozent Marktanteil. Die Ausgaben vom November 1995 (17,86 Millionen mit 52 Prozent Marktanteil) und März 1999 (15,79 Millionen), bei denen Michael Jackson zu Gast war, sowie der Auftritt des damaligen Bundeskanzlers Gerhard Schröder im Februar 1999 (18,06 Millionen) gehören zu den zuschauerstärksten Sendungen der 1990er-Jahre. Die Staffel 1998/99 verfolgten durchschnittlich 15,51 Millionen Zuschauer.
Nach 2000 sanken die Zuschauerzahlen verstärkt. 12,32 Millionen sahen die Show am 14. Oktober 2000. Am 4. Oktober 2003 verfolgten 14,62 Millionen Zuschauer (bei 48,6 Prozent Marktanteil) Wetten, dass..?. Letztmals sahen am 6. Dezember 2003 mit 51,6 Prozent Marktanteil mehr als die Hälfte aller Fernsehzuschauer die Sendung.
Die 100. Folge mit Thomas Gottschalk, damit die 148. Ausgabe insgesamt, sahen am 27. März 2004 15,48 Millionen Zuschauer in Deutschland. Dies entsprach einem Marktanteil von 49,6 Prozent. Die 150. Folge am 2. Oktober 2004 verfolgten 12,74 Millionen Zuschauer bei einem Gesamtmarktanteil von 45,8 Prozent. Am 1. Oktober 2005 schalteten 12,34 Millionen Zuschauer bei einem Marktanteil von 42,1 Prozent ein. In der werberelevanten Zielgruppe waren es 4,51 Millionen bei 38,9 Prozent Marktanteil. Am 5. November 2005 sahen 12,58 Millionen Zuschauer, davon 4,81 Millionen 14- bis 49-Jährige zu. Der Marktanteil lag insgesamt bei 40,5 Prozent, 39,2 Prozent in der werberelevanten Zuschauergruppe. Die Staffel 2004/05 hatte einen Schnitt von 13,60 Millionen Zuschauern.
13,48 Millionen Zuschauer sahen am 1. April 2006 die Sendung (43,8 Prozent Marktanteil), 4,80 Millionen in der Gruppe der werberelevanten Zuschauer (39,7 Prozent Marktanteil). Am 4. November 2006 sahen 13,01 Millionen Zuschauer bei 42,1 Prozent Marktanteil zu, bei den 14- bis 49-Jährigen waren es 4,69 Millionen (Marktanteil: 39,2 Prozent). Wetten, dass..? vom 10. Dezember 2006, gesendet aus Bremen, erreichte 12,7 Millionen Zuschauer bei 42,1 Prozent Marktanteil (in der werberelevanten Zielgruppe: 4,29 Millionen Zuschauer, 38,0 Prozent Marktanteil). Am 21. Januar 2007 wurde die insgesamt 166. Folge aus Friedrichshafen gesendet. Diese sahen 13,49 Millionen Zuschauer, 4,14 Millionen der werberelevanten Zielgruppe (42,5 Prozent Marktanteil). Die Ausgabe vom 4. März 2007 verfolgten 13,29 Millionen Zuschauer bei 42,0 Prozent Marktanteil, in der Gruppe der 19- 49-jährigen Zuschauer lag der Marktanteil bei 37,8 Prozent. Am 31. März 2007 wurde mit Deutschland sucht den Superstar erstmals eine größere Show als Konkurrenzprogramm ausgestrahlt, und erstmals lagen die Marktanteile der ZDF-Sendung mit 33,5 Prozent unter der 40-Prozent-Marke.
Am 23. Juni 2007 verfolgten so wenig Zuschauer wie noch nie Wetten, dass..?: nur 9,87 Millionen (36,9 Prozent Marktanteil), davon 3,56 Millionen Zuschauer in der werberelevanten Zielgruppe (36,2 Prozent Marktanteil). Grund hierfür war die Ausstrahlung von Let's Dance und das zuvor programmierte Wer wird Millionär. Anfang November 2007 sahen 13,09 Millionen Zuschauer (Marktanteil: 42,4 Prozent) die Sendung, in der werberelevanten Zielgruppe waren es 4,2 Millionen (36,1 Prozent). Die Dezemberausgabe 2007 wurde von insgesamt nur 10,82 Millionen, davon 3,52 Millionen jüngeren Zuschauern gesehen.
Marktanteile über 40 Prozent wurden ab 2007 immer seltener und auch zweistellige Millionenwerte bei den Einschaltquoten kamen ab 2008 nur noch in wenigen Fällen vor. 2008/09 schalteten lediglich 9,97 Millionen ein. Wetten, dass..? profitierte jahrelang davon, dass die Konkurrenzsender ein wenig attraktives Gegenprogramm zeigten, da sie ohnehin nicht mit hohen Einschaltquoten rechneten. Die RTL-Sendung Wer wird Millionär? pausierte mit der damaligen Samstagsausgabe beispielsweise an den Terminen, an denen Wetten, dass..? stattfand.

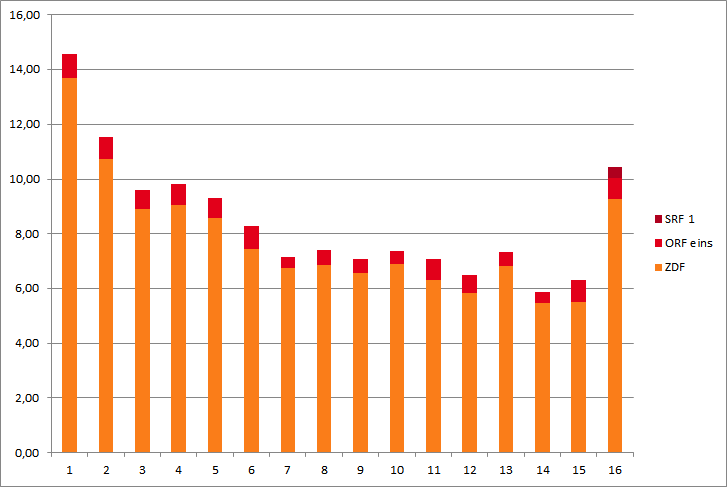
Einschaltquoten seit der ersten Sendung mit Markus Lanz vom 6. Oktober 2012

Ein zwischenzeitliches Quotenhoch wurde mit dem Moderatorenwechsel von Gottschalk auf Lanz erreicht. Gottschalks Abschiedssendung sahen 14,73 Millionen (46 Prozent Marktanteil), Lanz’ Einstand 13,62 Millionen Zuschauer (43,7 Prozent Marktanteil).
Kurz vor der Ausstrahlung der Sendung vom 8. Juni 2013 aus Palma de Mallorca sagten mehrere Gäste ab und mussten durch andere ersetzt werden.
Die Sendung verzeichnete mit 6,74 Millionen Zuschauern bis dahin einen Minusrekord und wurde außerdem in mehreren Punkten heftig kritisiert. ZDF-Showchef Oliver Fuchs beschloss daraufhin eine inhaltliche und organisatorische Neuaufstellung. Ein weiterer Tiefstand der Quote wurde am 22. Februar 2014 mit der Sendung aus Düsseldorf erreicht. Mit 5,85 Millionen Zuschauern verzeichnete die Sendung einen neuen Minusrekord; der Marktanteil betrug 19,3 Prozent.
Am 5. April 2014 gab Markus Lanz am Ende der 212. Ausgabe von Wetten, dass..? bekannt, dass noch drei weitere Ausgaben der Show gesendet werden. „Der Rückgang der Zuschauerzahlen zeigt, dass sich die Sehgewohnheiten verändert haben und das Format an Anziehungskraft verloren hat“, begründete Programmdirektor Norbert Himmler die Entscheidung. Der Aufwand für eine so große Show stehe nicht mehr im Verhältnis zur Zuschauer-Resonanz. Nach dem historischen Tiefpunkt bezüglich der Einschaltquoten in der vorausgegangenen Sendung verfolgten die Show am 5. April 6,84 Millionen Zuschauer, was einem Marktanteil von über 23 Prozent entspricht.
In der 213. Ausgabe am 4. Oktober 2014 zählte Wetten, dass..? 5,48 Millionen Zuschauer, was den Minusrekord darstellt. Der Marktanteil lag bei 19,8 Prozent.
Am 8. November 2014 schrammte die Sendung nur knapp an einem weiteren Minusrekord vorbei. Wetten, dass..? konnte in Bezug auf die Oktoberausgabe 20.000 Menschen hinzugewinnen und erreichte somit 5,49 Millionen Zuschauer mit einem Marktanteil von 18,8 Prozent.
Die letzte Ausgabe vom 13. Dezember 2014 erreichte nochmals 9,27 Millionen Zuschauer, was einem Marktanteil von 32,5 Prozent entspricht.
Die Ausgabe am 6. November 2021 erreichte 14,46 Millionen Zuschauer, was einem Marktanteil von 45,9 Prozent entsprach. Die darauffolgende Ausgabe vom 19. November 2022 konnte nicht mehr an diese Werte anknüpfen, war mit 10,44 Millionen Zuschauern und 39,6 Prozent Marktanteil aber dennoch ein Erfolg.
Die Ausgabe vom 25. November 2023, die als Gottschalks letzte gilt, konnte sich wieder deutlich steigern und erreichte eine Einschaltquote von 12,89 Millionen, was einem Marktanteil von 45,8 Prozent entspricht.

#### Schweiz
Die meistgesehene Sendung des Schweizer Fernsehens im Zeitraum 1985–2015 war die Wetten, dass..?-Ausgabe vom 12. April 1986. Sie erreichte 1,829 Millionen Zuschauer. Generell erreichte Wetten, dass..? in den 1980er-Jahren ein Millionenpublikum. Im Jahr der Einstellung 2011 lag die Quote bei 498.000 Zuschauern.

### Auszeichnungen
Wetten, dass..? wurde mit vielen unterschiedlichen Auszeichnungen prämiert und kann unter anderem auch auf eine Nominierung für den Grimme-Preis 1997 zurückblicken.
- 1981 – Bambi Beste Moderation an Frank Elstner
- 1987 – Goldene Kamera Beste Produktion an Wolfgang Penk
- 1990 – Romy Beliebtester Showmaster an Thomas Gottschalk
- 1995 – Telestar Beste Produktion an Pit Fischer
- 1996 – Goldener Löwe von RTL Spezial für beste Regie eines Künstler-Auftritts (Michael Jackson) an Alexander Arnz
- 1996 – Romy Beliebtester Showmaster an Thomas Gottschalk
- 1997 – Goldener Löwe von RTL Beste TV-Show an Thomas Gottschalk
- 1999 – Deutscher Fernsehpreis Beste TV-Show an Thomas Gottschalk, Viktor Worms und Alexander Arnz
- 1999 – Goldene Kamera Millenniumpreis an Frank Elstner
- 1999 – Bayerischer Fernsehpreis Ehrenpreis an Thomas Gottschalk
- 2005 – Rose d’Or Goldene Rose für den besten Game-Show-Moderator an Thomas Gottschalk
- 2009 – Deutscher Fernsehpreis Beste Unterhaltungssendung / Moderation
- 2010 – Deutscher IPTV Award für das beste Online-Angebot
- 2011 – Wild And Young Award in der Kategorie Beste Show
- 2011 – Deutscher Fernsehpreis Bester Entertainer
- 2011 – Bambi Bestes TV-Event des Jahres an Thomas Gottschalk
- 2013 – Goldene Kamera in der Kategorie Leserwahl „Beste Unterhaltungsshow“

### Proteste
Wetten, dass..? wurde mehrmals als Plattform für Proteste benutzt.
Am 15. Dezember 1984 rannten deutsche Umweltaktivisten von Robin Wood in Bremen mit dem Banner „Nicht wetten – Donauauen retten“ vor die Kamera. Als diese von Ordnern schon fast aus dem Kamerabereich gezerrt worden waren, schritt Elstner mit den Worten „In meinem Studio wird keiner rausgeschmissen!“ ein. Die Demonstranten durften ihr Anliegen kurz vorbringen und verließen dann – wie zuvor ausgehandelt – anstandslos die Bühne. Die Forderung war an den österreichischen Bundeskanzler Fred Sinowatz gerichtet, der als Wettpate zu Gast war. Die Au war damals gegen den Bau eines Wasserkraftwerks besetzt – mit Erfolg: Die Hainburger Au wurde 1996 zum Nationalpark Donau-Auen.
Im Januar 1994 warfen zwei Umweltaktivisten von der Linzer Hallendecke ein Transparent mit der Aufschrift Umweltsaalwette ab. Gottschalk: „Seid ihr schon länger da oben? Seit Anfang der Sendung? Stellt euch mal vor, die hätten mir auf den Kopf gespuckt.“
Im Oktober 2004 kam es zu Tumulten im Publikum. Während Gottschalk der Schauspielerin Alexandra Maria Lara ihre unbequemen Schuhe auszog, brüllte ein Zuschauer aus dem Publikum plötzlich immer wieder: Thomas, tu Buße. Es handelte sich um Andreas Roy, der bis dahin bereits wegen mehrfachen Störungen in Kirchengottesdiensten und Kunstausstellungen vorbestraft war und Hausverbot in deutschen Kirchen hat. Drei Sicherheitskräfte hatten Mühe, den schwergewichtigen Roy aus der Halle zu führen, da er sich an einem Eisengeländer festklammerte. Gottschalk rief dem Störer zu: „Solange du nicht aufhörst zu quatschen, höre ich auch nicht auf. Und im Gegensatz zu dir habe ich ein Mikrofon.“
Nach einer Äußerung Gottschalks in der Ausgabe vom 3. März 2007 zum Thema Hartz IV kritisierte das Erwerbslosenforum den Moderator.
Im November 2022 wurde die vorletzte Ausgabe erneut zur Plattform für Umweltprotest: Ein Wettkandidat aus Lützerath kündigte an, die Gewinnsumme von 50.000 € für den Erhalt seines Dorfes einsetzen zu wollen, welches zugunsten der klimaschädlichen Braunkohleförderung abgerissen werden solle. Zwei Tage vor der Sendung hatten „Lützi“-Aktivisten ihren Kandidaten bereits in einem Youtube-Video als „Marten aus Lützerath“ vorgestellt, welche dann auch im Publikum saßen und Schilder mit Aufschriften wie „Lützerath lebt! Alle Dörfer bleiben“ in die Kameras hielten. Beim Zuschauer-Votum am Ende der Sendung wurde der Klima-Aktivist dann mit 52 % der Stimmen tatsächlich zum Wettkönig gewählt: „Lützerath ist gerettet“ kommentierte Gottschalk voreilig – im Januar 2023 wurde Lützerath entgegen großer Proteste geräumt und abgerissen.

### Vorwurf der Schleichwerbung
In der Sendung wurden über Jahre Produkte zu Werbezwecken platziert. Thomas Gottschalks jüngerer Bruder Christoph Gottschalk entschied als Geschäftsführer von Dolce Media über den Zugang zur Sendung. Unter anderem wurden Stromanbieter (für mehrere hunderttausend Euro pro Sendung), Fahrzeughersteller und Telefonanbieter beworben. Neben Christoph und Thomas Gottschalk war auch das ZDF an Dolce Media beteiligt. In Protokollen zu einem am 18. September 2009 geschlossenen Kooperationsvertrag mit dem Stromanbieter Teldafax gab Dolce Media die Inhalte von Ansagen, Moderationen und Einspielfilmen vor, die in weiten Teilen umgesetzt wurden. Das ZDF stellte die Zusammenarbeit nach eigenen Angaben später ein und legte im März 2013 neue Regeln vor. Unter anderem würden keine Autos mehr verlost. Das ZDF wies Vorwürfe unzulässiger Schleichwerbung zurück.

### Buntstift-Wette
In der 48. Sendung am 3. September 1988 schlich sich Bernd Fritz, Redakteur des Satiremagazins Titanic, unter dem Pseudonym Thomas Rautenberg in die Sendung ein. Fritz behauptete, die Farbe von Buntstiften am Geschmack erkennen zu können.
Der tatsächliche Thomas Rautenberg, ein Grafiker aus München, hatte die Wette erfunden und sich damit für die Sendung beworben. Als die Wette angenommen wurde, wandte sich der Titanic-Leser an das Magazin, da er die Wette nicht selbst umsetzen wollte.
Nachdem Fritz die Wette gewonnen hatte, gestand er den Schwindel in der Sendung ein. Er erklärte jedoch nicht, wie er vorgegangen war, sondern verwies auf die nächste Ausgabe der Zeitschrift. Dort gab er zu, unter dem Rand der Brille hindurch gelinst zu haben. In der darauffolgenden Sendung nahm Gottschalk deshalb in den Eingangsworten den Vorfall nochmals auf: „Das hätte er auch einfacher haben können. Ein Satz hätte genügt. Was macht er stattdessen? Schreibt vier Wochen später 14 Seiten in einer Zeitschrift, die keiner liest.“ Diese Ausgabe ist jedoch bis heute die meistverkaufte des Magazins.
Wettpate war damals der Schauspieler Jürgen Prochnow.

## Sonstiges
- Insgesamt wurden bis einschließlich der Sommerausgabe 2011 3851 Minuten,[100] also ungefähr 64 Stunden, überzogen. In der ersten Sendung am 14. Februar 1981 überzog Elstner schon um 43 Minuten, machte aber am 18. Februar 1984 zwölf Minuten eher Schluss. Den Rekord schaffte Gottschalk am 7. Dezember 1996: Er überzog die reguläre Sendezeit um 73 Minuten.
- Bis zu 20.000 Kartenanfragen erreichten den Zuschauerservice des ZDF zu jeder Sendung.
- Gottschalk erhielt pro Sendung eine Gage von 100.000 Euro.[101]
- Die Produktion einer Sendung kostete rund 2 Millionen Euro. In besonderen Fällen, beispielsweise bei mehreren Außenwetten, konnten die Kosten auch 2,5 Millionen Euro betragen.[102]
- Der Originalschriftzug der Sendung enthält Interpunktionsfehler. So fehlt nach dem „dass“ das Leerzeichen, und die Auslassungspunkte bestehen nur aus zwei Punkten statt korrekt aus drei, wobei der dritte aus grafischen Gründen in den Punkt des Fragezeichens integriert ist. Im Sendungslogo wird auf das Komma verzichtet.
- Zum Zeitpunkt der Namensgebung war auch die Schreibweise „dass“ statt „daß“ nur in der Schweiz üblich. Nach der Rechtschreibreform von 1996 war die gewählte Schreibform überall richtig.
- Im September 1985 legte der damalige Verstehen-Sie-Spaß?-Moderator Kurt Felix seinen Kollegen Elstner herein, indem er ihm verkleidet und mit Bart getarnt Essig aus einer Champagnerflasche zu trinken anbot. Elstner verlor damit eine persönliche Wette, dass Felix ihn nie hereinlegen würde.[103]
- Die Sendung betrieb ab 2006 einen YouTube-Kanal, auf dem alle Wetten, alle Lanz-Challenges und auch die Interviews nach der Sendung mit den Wettpaten und Showacts hochgeladen wurden. Außerdem wurden Backstage-Videos auf diesem Kanal veröffentlicht. Die Inhalte wurden aber nach der Einstellung der Sendung gelöscht.[104]
- Die Österreichische Post gab 2007 eine 65-Cent-Briefmarke mit dem Thema Wetten, dass..? heraus, die das Logo der Sendung und ein Bild von Thomas Gottschalk zeigt. Sie brachte einen Benefiz-Erlös von 100.000 Euro, welcher der Deutschen Sporthilfe zugutekam.[105]
- Am 13. und 20. Oktober 2016 präsentierte der Satiriker Jan Böhmermann im Rahmen seiner Sendung Neo Magazin Royale auf dem Spartensender ZDFneo eine sogenannte Sonderausgabe von Wetten, dass..?, die stark satirisch geprägt war. Als Gäste waren das Model Eva Padberg, der Politiker Jens Spahn, der Moderator Ulrich Wickert, der Musiker DJ Bobo, das YouTube-Duo Die Lochis und der Rapper Eko Fresh anwesend.[106][107] Das ZDF betonte bei der Ankündigung, dass ein Comeback der Show nicht geplant sei.[108]
- Am 8. April 2017 präsentierte Kai Pflaume im Ersten und in ORF eins die Sendung Top, die Wette gilt! anlässlich des 75. Geburtstags von Frank Elstner. Die Show war an das Erscheinungsbild von Wetten, dass..? angepasst.[109]
- Im April 2023 wurde anlässlich des 60. Jubiläums des ZDF die Sendung Die Show der Shows ausgestrahlt. Ein vorgestelltes Format der Sendung war unter anderem Wetten, dass..?, moderiert durch Christoph Maria Herbst. Gäste waren Thomas Gottschalk, Mike Krüger, Smudo und Cornelia Poletto.[110]